# KV30
Ngôi mộ KV30 nằm trong Thung lũng của các vị Vua ở Ai Cập. Nó đã được phát hiện bởi Giovanni Belzoni trong năm 1817, ông làm việc tại một ủy ban, Second Earl Belmore. Nó cũng được gọi là ngôi mộ của Lord Belmore.
Không ai biết gì về người ban đầu cư ngụ trong ngôi mộ này hoặc bất cứ người cư ngụ nào khác.

## Xem thêm

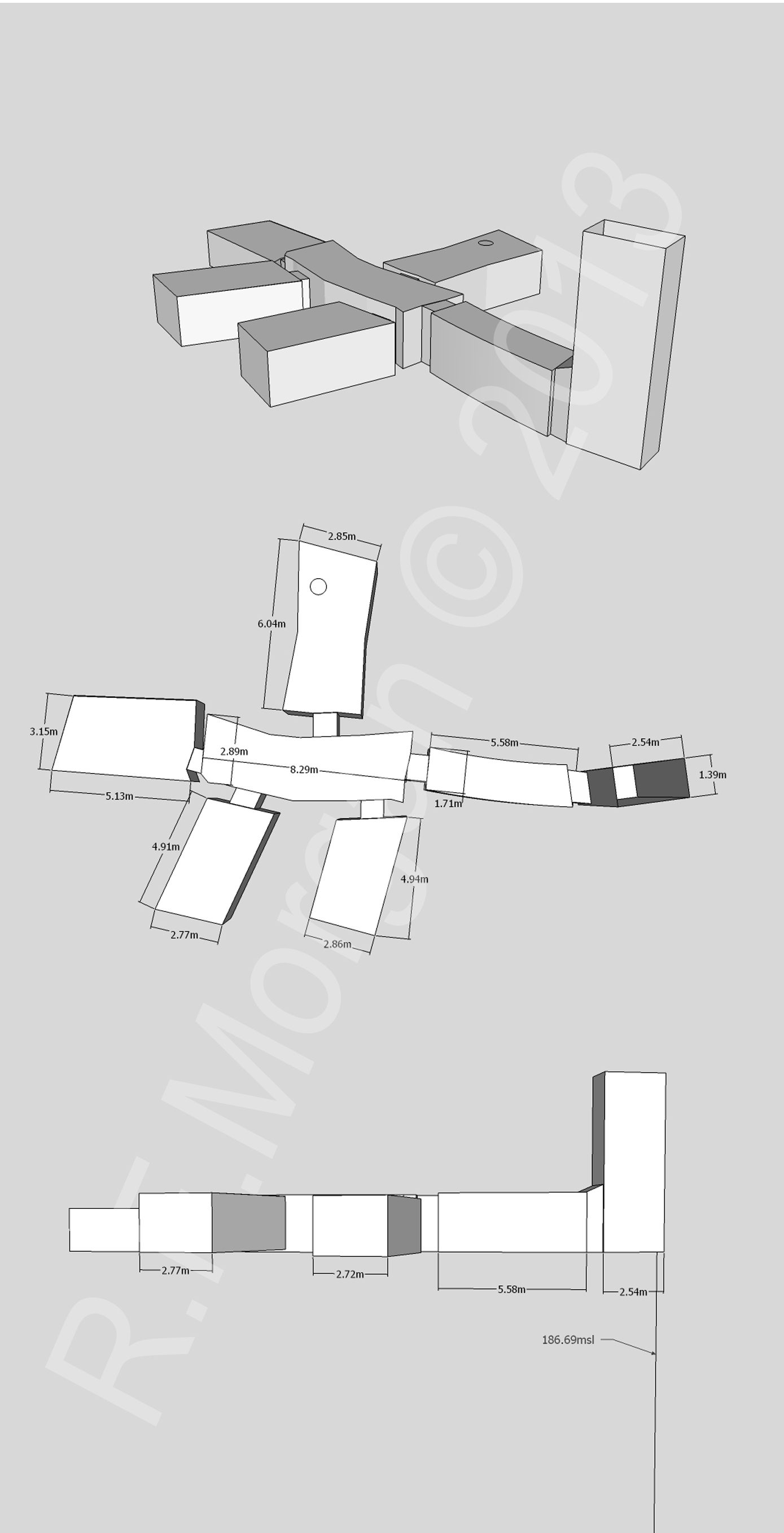
Hình ảnh của KV30 lấy từ một mô hình 3d